# Chemin de fer électrique d’Enoshima
Le chemin de fer électrique d’Enoshima (江ノ島電鉄, Enoshima dentetsu), souvent abrégé Enoden est un chemin de fer situé dans la préfecture de Kanagawa, au sud de l’agglomération du Grand Tōkyō. Il est exploité par la compagnie Enoshima Electric Railway Co., Ltd., qui fait partie du groupe Odakyū.

## Itinéraire
D’une longueur de dix kilomètres, la ligne relie les villes de Fujisawa et de Kamakura, en longeant la baie de Sagami sur une bonne moitié de son parcours. Elle dessert des lieux très touristiques tels que le Grand Bouddha de Kamakura et le temple de Hase-dera (station de Hase), ou encore l’île d’Enoshima (sanctuaire du XIIIe siècle). Cette ligne a donc une vocation principalement touristique, sans oublier le trafic local dans un réseau routier japonais passablement engorgé.

## Catégorie tramway ou Train léger?
La ligne Enoden  a été ouverte en tant que tramway (voie) sur la base du règlement de la voirie ( ordonnance sur la voie / loi sur la voie ). Mais en novembre 1944 , l'autorité générale(qui gérait la défense nationale pendant la Seconde Guerre mondiale) a permis le transfert de la ligne sous la loi sur les chemins de fer locaux ( l'une des lois qui était le prédécesseur de la loi sur les affaires ferroviaires ) et est considérée désormais comme un chemin de fer dans le cadre de la politique nationale,. Finalement ce sera acté en novembre 1945, soit après la fin de la guerre. Ainsi, même s'il s'agit d'une ligne ferroviaire (sous l'égide de la loi ferroviaire), la présence de voies combinées est en principe interdite en vertu de l'article 61 de la loi sur l'exploitation des chemins de fer (article 4 de la loi sur les chemins de fer locaux), elle comporte pourtant des tronçons qui circulent sur des routes (980 m en quatre endroits ). Une autre caractéristique différente des tramways (surtout ceux actuels) est la présence du plancher à 900 mm du sol et non un plancher plat au ras du sol .
En tant que chemin de fer, l'Enoden est souvent qualifié de « tramway » dans les médias, même aujourd'hui, en raison de ses véhicules plutôt petits et de ses sections qui circulent sur les routes, comme entre Enoshima et Koshigoe. Considérant le fait qu'il a commencé comme un tramway, puis a changé de loi applicable en raison de la simplification de l'administration sous le système de guerre, et que toute la ligne est devenue une ligne de chemin de fer, ce serait une grave erreur de la considérer encore comme un tramway. Parce qu'il s'agit d'une ligne ferroviaire administrative officiellement, ce tronçon a reçu l'autorisation du ministère du Territoire, de l'Infrastructure, des Transports et du Tourisme après avoir suivi les procédures conformément à "l'Ordonnance gouvernementale définissant les procédures d'autorisation pour la pose de voies ferrées sur les routes" basée sur l'article 61 , article 2 de la Railway Business Act.
De plus, c'est le seul chemin de fer au Japon qui circule sur des routes générales sur le même espace que les voitures. De plus, les sections où la voie pourtant ballastée et dédiée, est posée juste à côté de la route, que l'on peut voir près de Shichirigahama et Inamuragasaki, sont en fait des voies combinées, et l'une de leurs caractéristiques est que la route et la voie ne sont pas séparées par une clôture ou autre aménagement similaire. Le document officiel d'Enoden indique également que la section de voie combinée est de 980 m au total à quatre endroits.

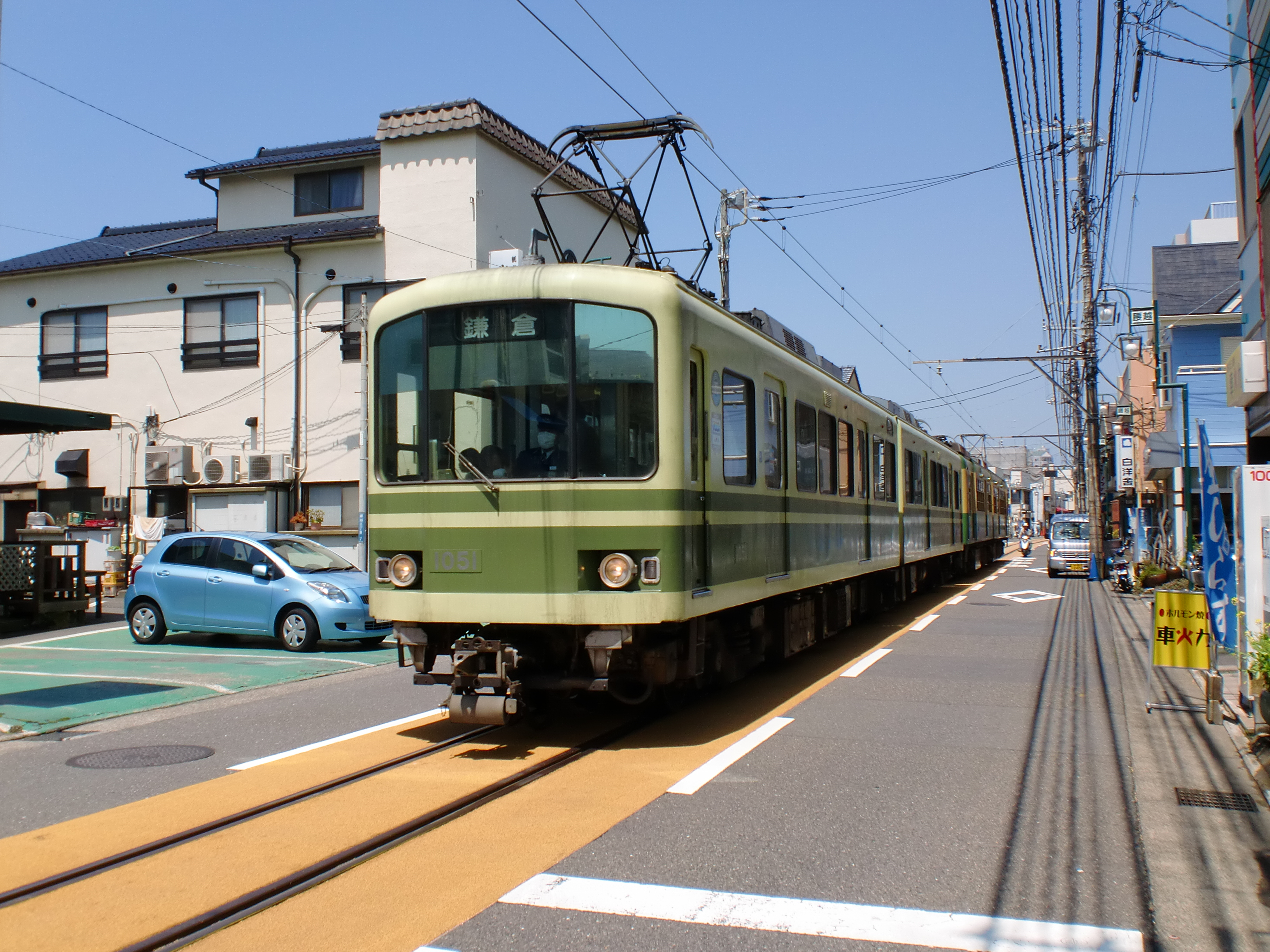
Section de voies combinée type encastrée dans la route
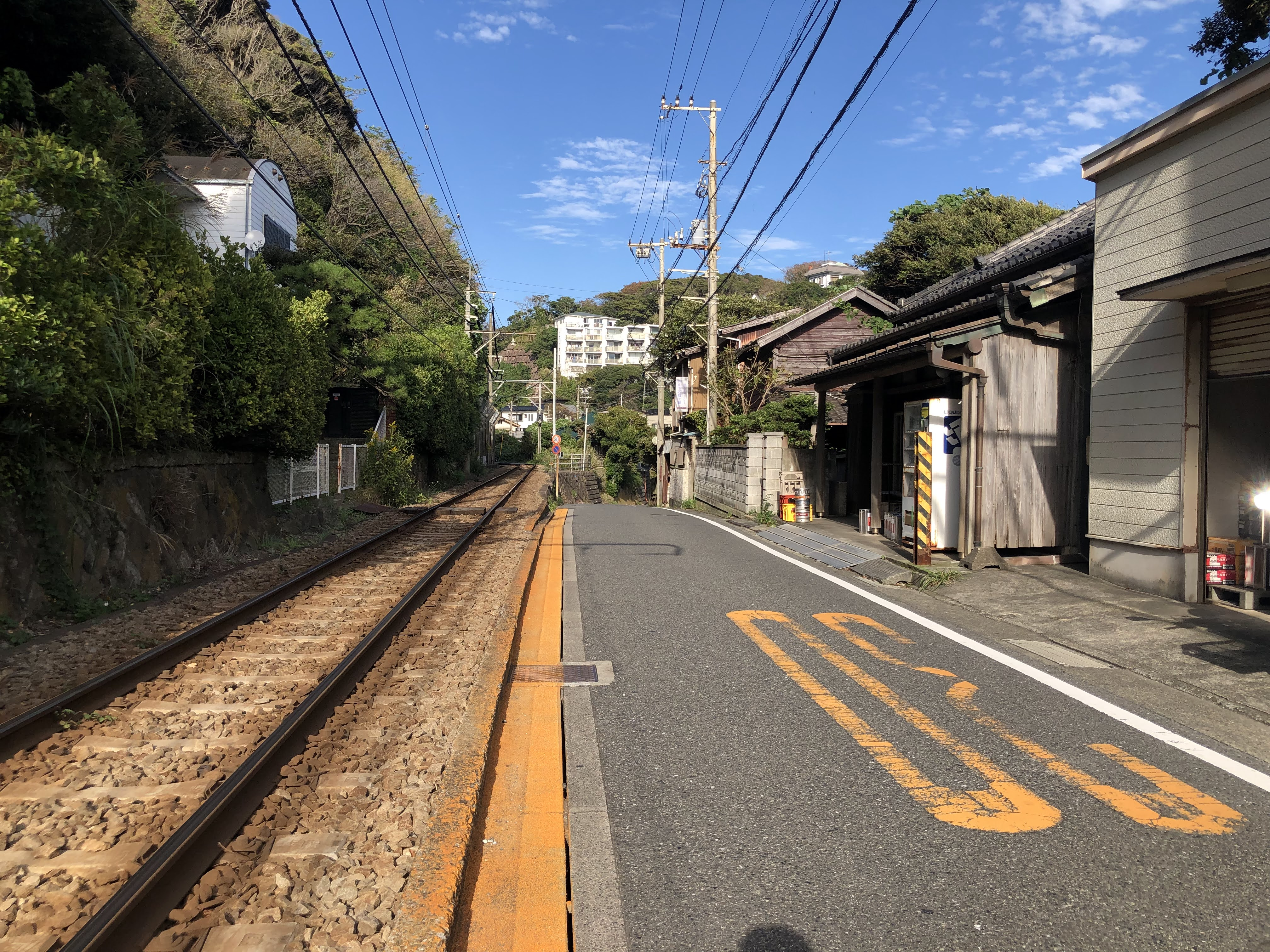
Section de voies combinée type parallèle sans barriere

En définitive Enoden Enoshima (avec quelques autres) n'est pas un tramway, mais bien un chemin de fer local qui peut être considéré comme un train léger. C'est un type de transport probablement unique au monde.

## Historique
Le premier train a circulé le 1er septembre 1902 entre Fujisawa et Enoshima. À cette même date eut lieu le premier accident : deux voitures déraillèrent à la station de Kugenuma.
La ligne a ensuite été ouverte successivement :
- le 20 juin 1903 d’Enoshima à Shichirigahama ;
- le 1er avril 1904 de Shichirigahama à Gokurakuji ;
- le 16 août 1907 de Gokurakuji à Omachi ;
- le 14 novembre 1910 d’Omachi à Kamakura-Komachi. Toute la ligne est désormais en service.
- 1er mars 1949 : déplacement du terminus de Komachi à la gare JNR de Kamakura ;
- 21 juin 1971 : mise en service de véhicules équipés de la conduite multiple, permettant l’exploitation de trains à quatre voitures ;
- 18 mars 2007 : acceptation des cartes PASMO et Suica.

## Infrastructure
La ligne, d’une longueur de dix kilomètres, est à voie unique et écartement de 1 067 mm (métrique du Cap), qui est la norme standard au Japon (excepté les Shinkansen et quelques lignes privées à voie normale de 1 435 mm). La vitesse maximale autorisée est de 60 km/h. L’ensemble de la ligne est électrifié en 600 volts courant continu, un block automatique lumineux protège l’exploitation.
La ligne comprend quinze stations, toutes équipées de quais en palier (c'est-à-dire sans dénivelé, le plancher du train est à la même hauteur), soit :
- 2 terminus (un à voie unique, un à double voie)
- 4 stations à double voie permettant le croisement des trains
- 9 stations à voie unique auxquelles s’ajoute une station de croisement, non ouverte au trafic voyageur.

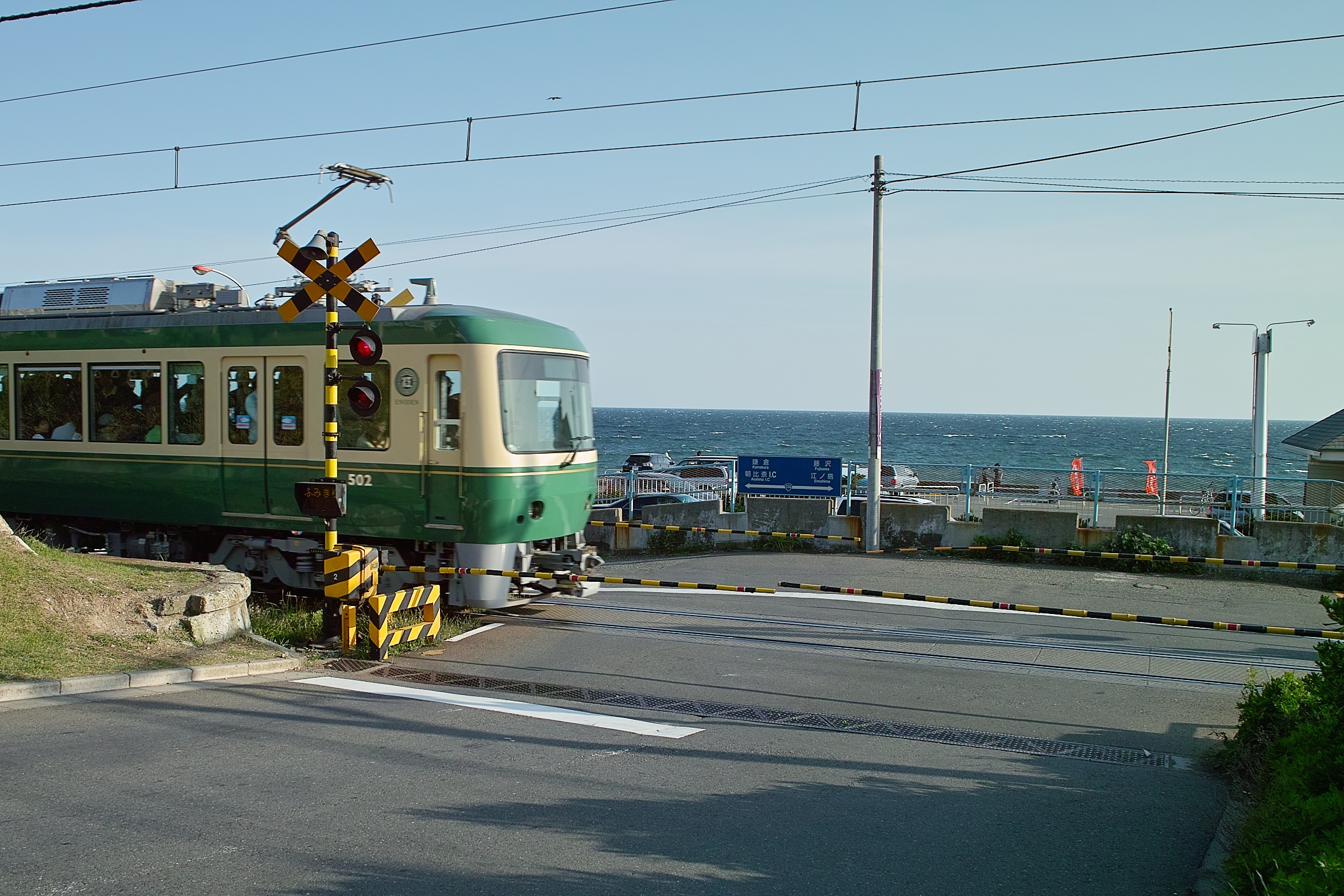
Shichirigahama PN juste a la sortie de la gare

Un dépôt-atelier permettant le garage et l’entretien des trains est situé à proximité de la station Gokurakuji, et un dépôt secondaire se trouve à Enoshima. L’unique tunnel, d’une longueur de 175 mètres, a été percé en février 1907. Il se situe également à proximité de Gokurakuji.
Entre les stations d’Enoshima et de Koshigoe, le train effectue un parcours sur route sur 450 mètres, c’est pourquoi l’on considère souvent que l’Enoden est un tramway, ce qui n’est nullement le cas !

## Schéma de la ligne

### Stations

Tracé de la ligne

| Numéro de la station | Nom               | Nom japonais   | Infrastructure                         |                               | Localisation                     | Photo |
| -------------------- | ----------------- | -------------- | -------------------------------------- | ----------------------------- | -------------------------------- | ----- |
| EN01                 | Fujisawa          | 藤沢駅         | terminus à 1 voie encadrée par 2 quais | 35° 20′ 14″ N, 139° 29′ 14″ E | Fujisawa, Préfecture de Kanagawa |       |
| EN02                 | Ishigami          | 石上駅         | station à 1 voie                       | 35° 19′ 56″ N, 139° 29′ 08″ E | Fujisawa, Préfecture de Kanagawa |       |
| EN03                 | Yanagikōji        | 柳小路駅       | station à 1 voie                       | 35° 19′ 39″ N, 139° 29′ 07″ E | Fujisawa, Préfecture de Kanagawa |       |
| EN04                 | Kugenuma          | 鵠沼駅         | station à 2 voies, quai central        | 35° 19′ 16″ N, 139° 28′ 57″ E | Fujisawa, Préfecture de Kanagawa |       |
| EN05                 | Shōnankaigankōen  | 湘南海岸公園駅 | station à 1 voie                       | 35° 18′ 54″ N, 139° 29′ 01″ E | Fujisawa, Préfecture de Kanagawa |       |
| EN06                 | Enoshima          | 江ノ島駅       | station à 2 voies, quais extérieurs    | 35° 18′ 40″ N, 139° 29′ 15″ E | Fujisawa, Préfecture de Kanagawa |       |
| EN07                 | Koshigoe          | 腰越駅         | station à 1 voie                       | 35° 18′ 30″ N, 139° 29′ 36″ E | Kamakura, Préfecture de Kanagawa |       |
| EN08                 | Kamakura-kōkō-mae | 鎌倉高校前駅   | station à 1 voie                       | 35° 18′ 24″ N, 139° 30′ 02″ E | Kamakura, Préfecture de Kanagawa |       |
| EN09                 | Shichirigahama    | 七里ヶ浜駅     | station à 1 voie                       | 35° 18′ 23″ N, 139° 30′ 37″ E | Kamakura, Préfecture de Kanagawa |       |
| EN10                 | Inamuragasaki     | 稲村ケ崎駅     | station à 2 voies, quai central        | 35° 18′ 15″ N, 139° 31′ 20″ E | Kamakura, Préfecture de Kanagawa |       |
| EN11                 | Gokurakuji        | 極楽寺駅       | station à 1 voie                       | 35° 18′ 33″ N, 139° 31′ 43″ E | Kamakura, Préfecture de Kanagawa |       |
| EN12                 | Hase (ja)         | 長谷駅         | station à 2 voies, quais extérieurs    | 35° 18′ 41″ N, 139° 32′ 10″ E | Kamakura, Préfecture de Kanagawa |       |
| EN13                 | Yuigahama         | 由比ヶ浜駅     | station à 1 voie                       | 35° 18′ 46″ N, 139° 32′ 29″ E | Kamakura, Préfecture de Kanagawa |       |
| EN14                 | Wadazuka          | 和田塚駅       | station à 1 voie                       | 35° 18′ 49″ N, 139° 32′ 43″ E | Kamakura, Préfecture de Kanagawa |       |
| EN15                 | Kamakura          | 鎌倉駅         | terminus à 2 voies                     | 35° 19′ 06″ N, 139° 33′ 01″ E | Kamakura, Préfecture de Kanagawa |       |

## Matériel roulant
Une caractéristique des trains existants est que tous sont des trains articulés à deux voitures, et ces trains sont exploités soit comme une US à deux voitures, soit comme une UM2 à quatre voitures. En raison de son caractère unique, toutes les voitures existantes ont été commandées par la société, et à l'exception de la rame 305 de type 300 fabriquée par Toyoko Sharyo Densetsu (actuellement Tokyu Techno System ), toutes ont été fabriquées par Tokyu Car Manufacturing (actuellement J-TREC).
En termes d'équipement, le train série 305 est le plus ancien avec un pantographe en forme de losange.Le contrôleur principal (manipulateur) est de type à deux poignées avec puissance à gauche et freinage à droite. Le contrôleur principal est un type à une poignée seule (qui fait puissance et freinage ) située a droite sur les autres modèles.
En plus de pouvoir effectuer un contrôle général sur tous les véhicules, les freins sont standardisés avec des systèmes de commande électriques, il est donc possible de connecter et de former un train sans distinction entre les types ou modèles. Par conséquent, bien que cela dépende de l'opération, c'est le seul itinéraire au Japon où on peut avoir accouplées, une voiture à contrôle VVVF et une voiture à contrôle de résistances.

### Véhicules d'autrefois

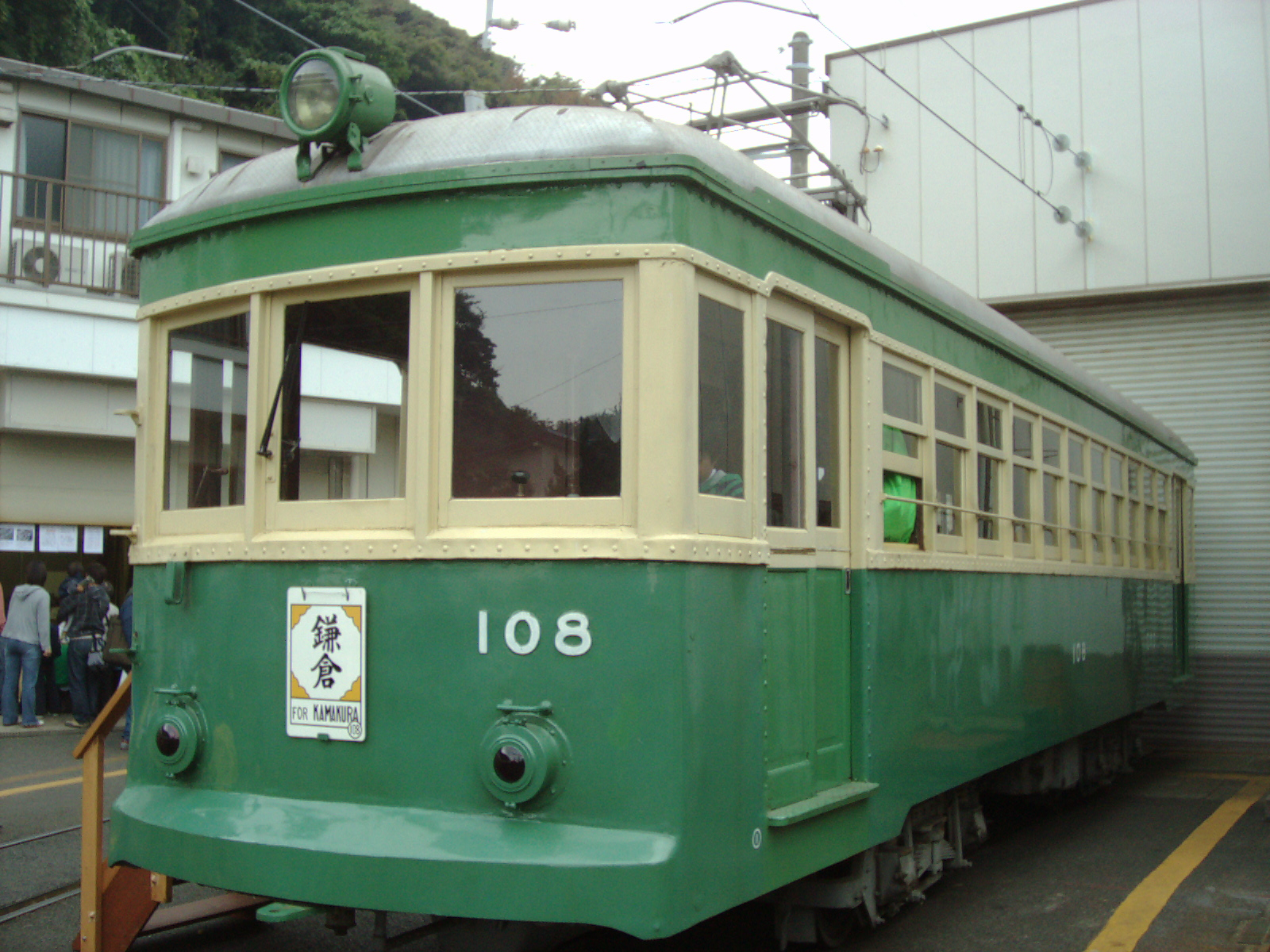
Série 100
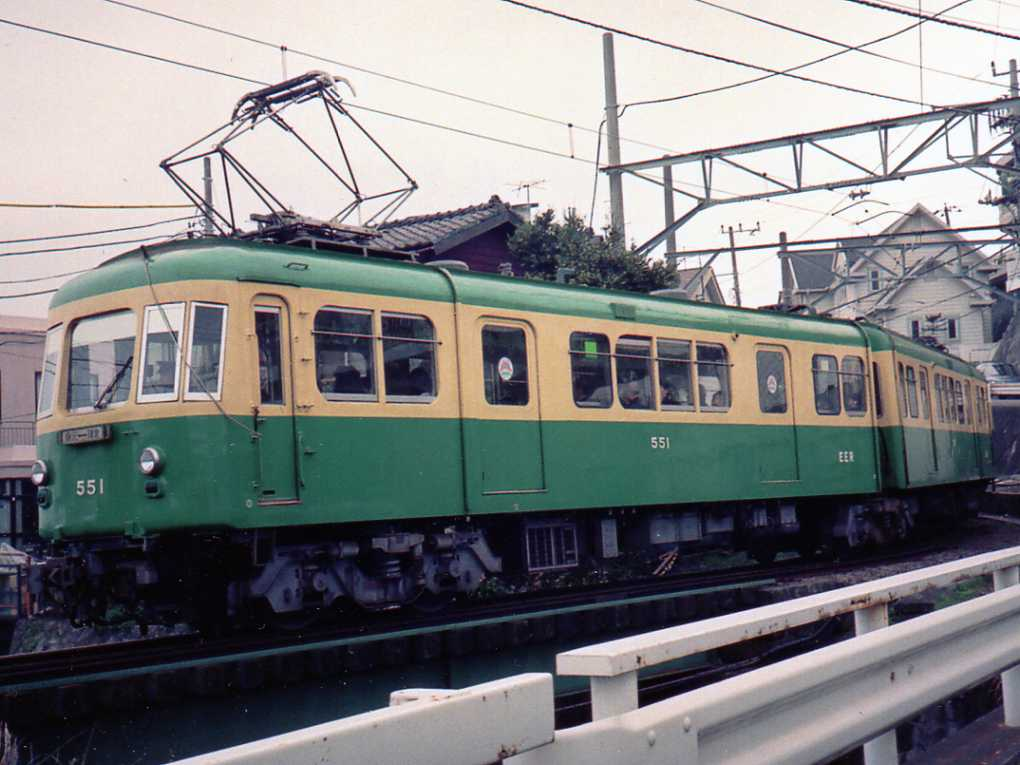
Série 500-I
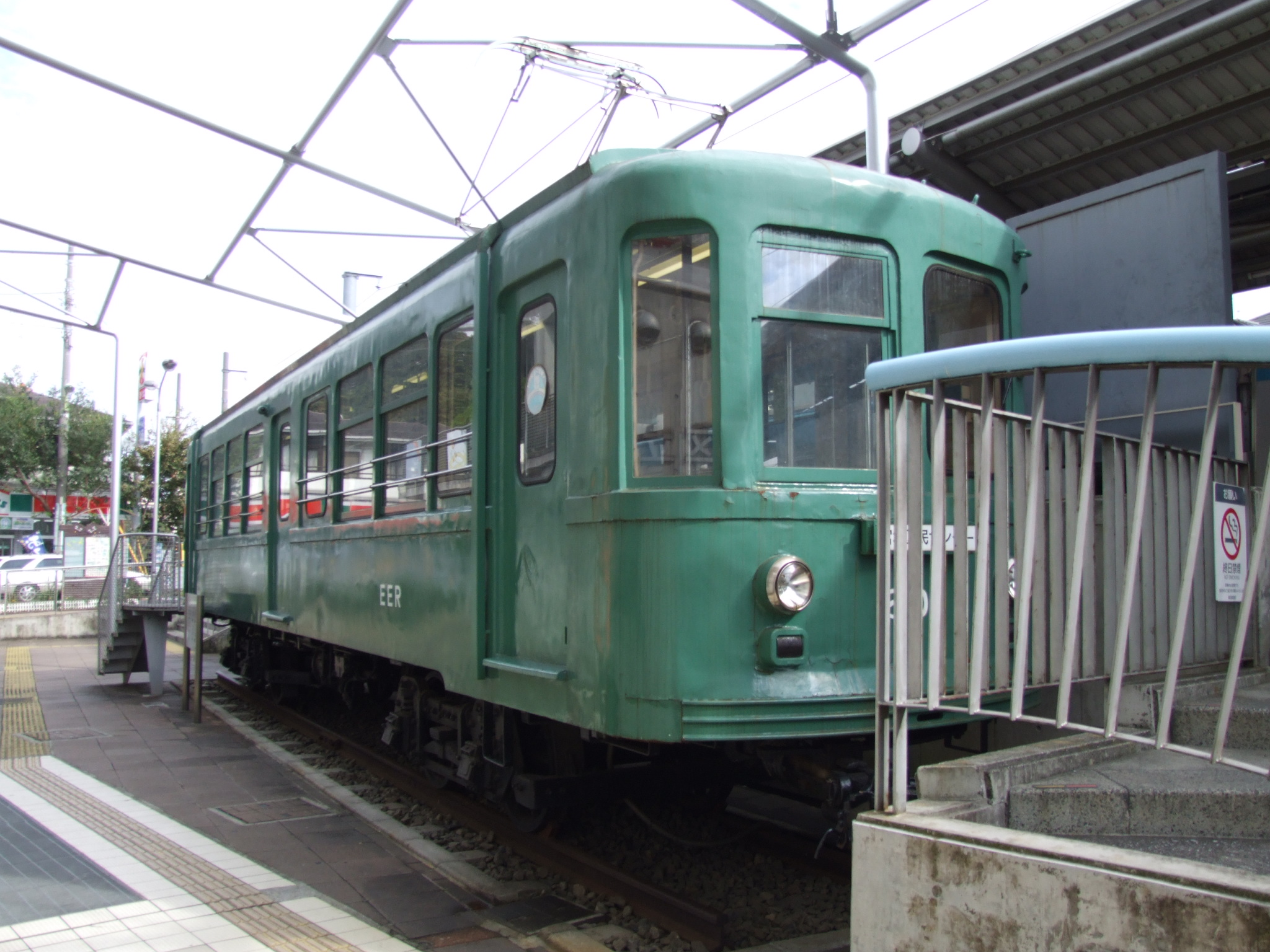
Série 600
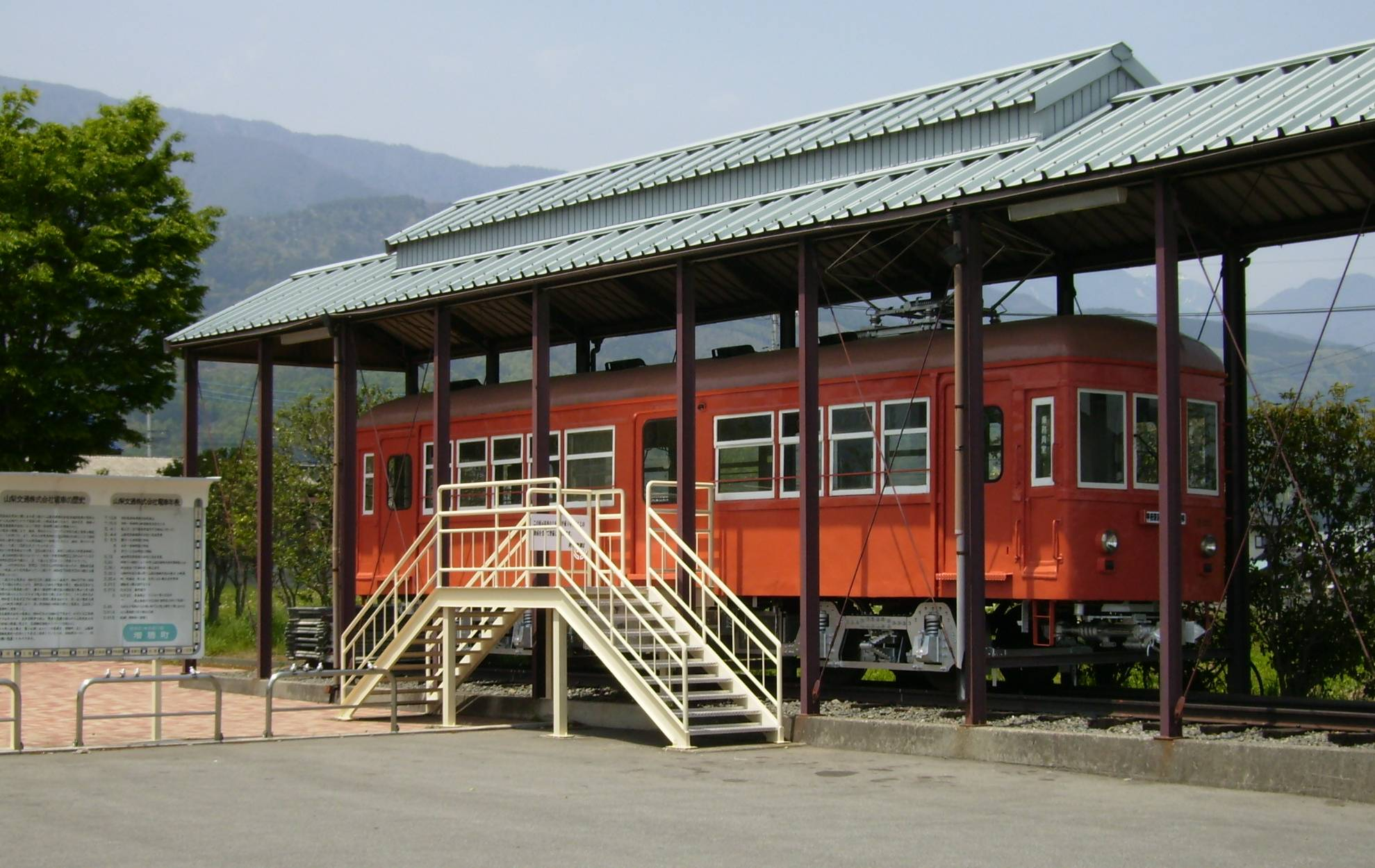
Série 800

### Véhicules actuels

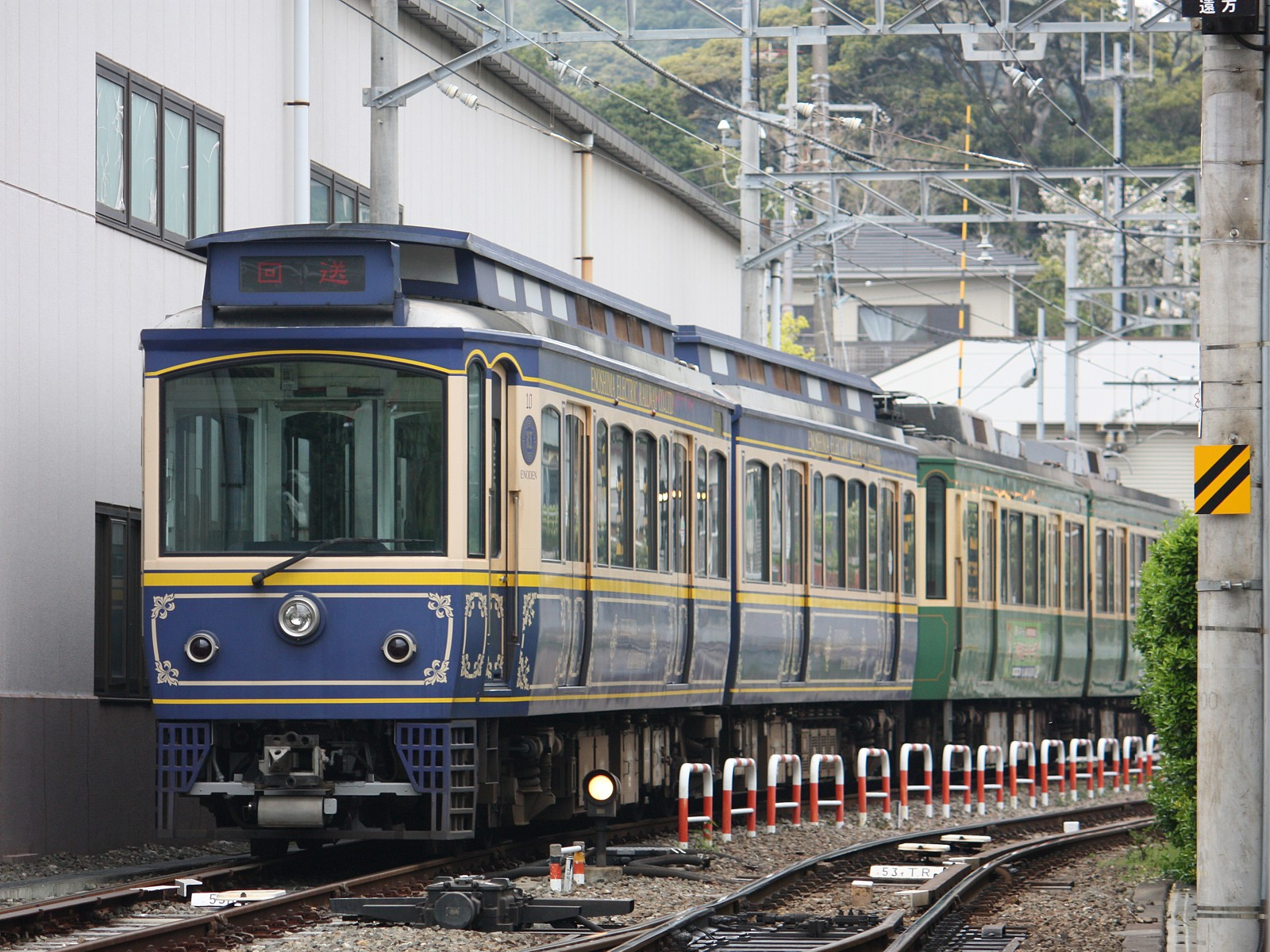
Série 10
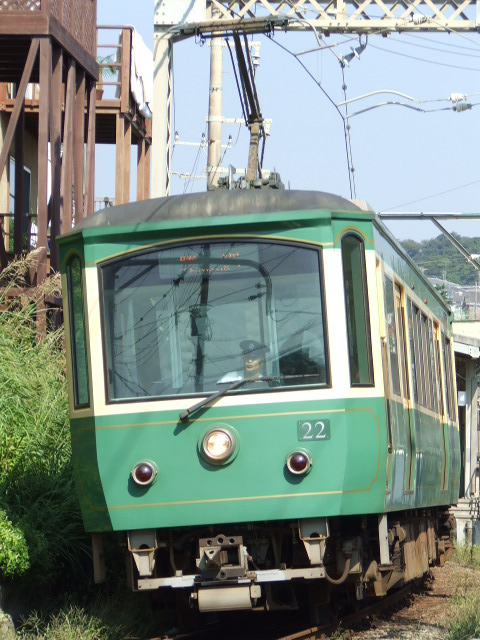
Série 20
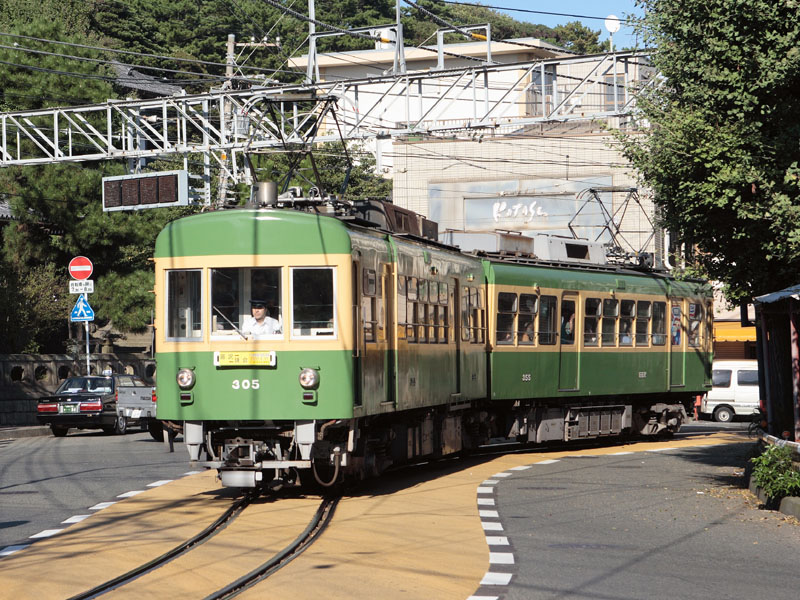
Série 300
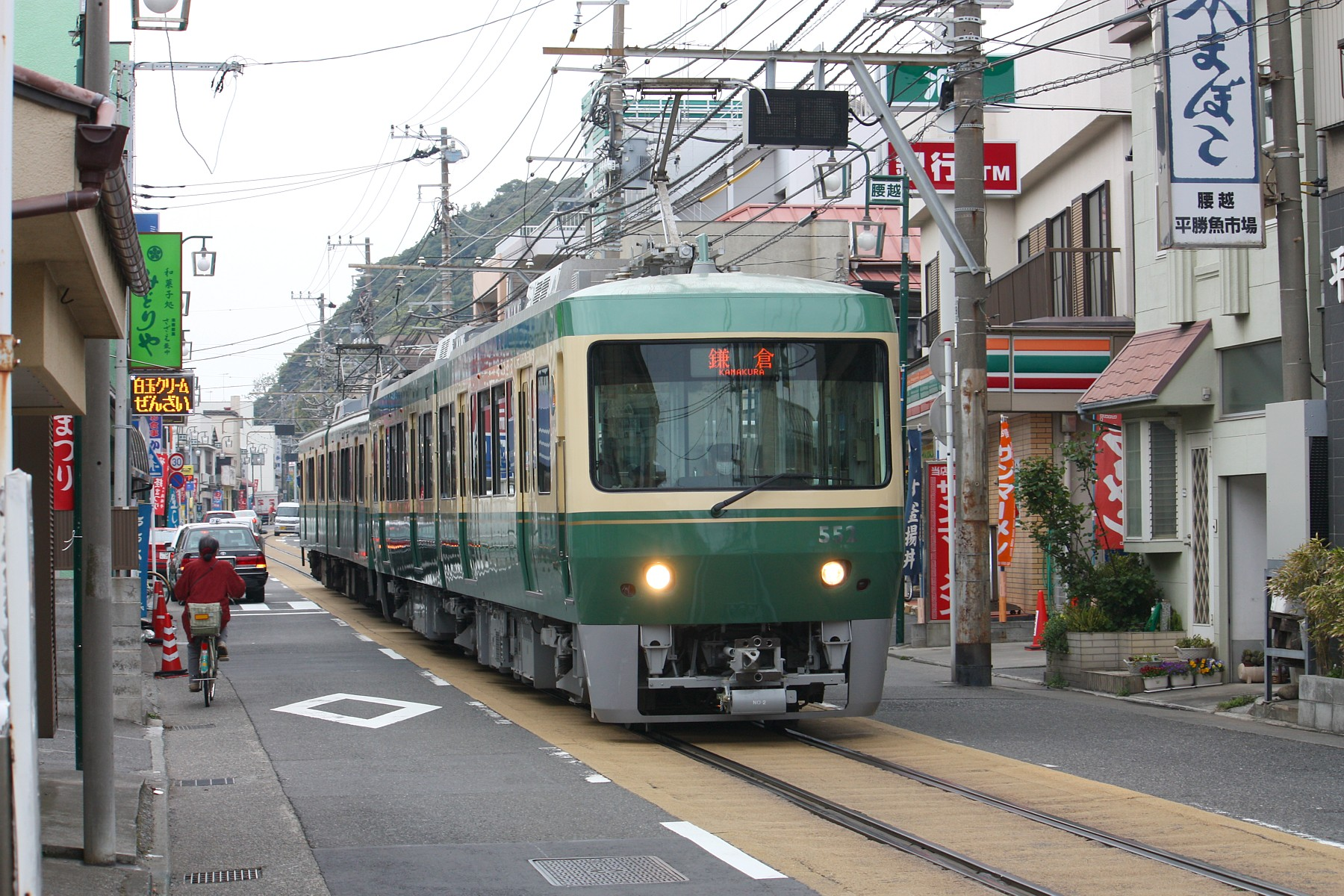
Série 500-II
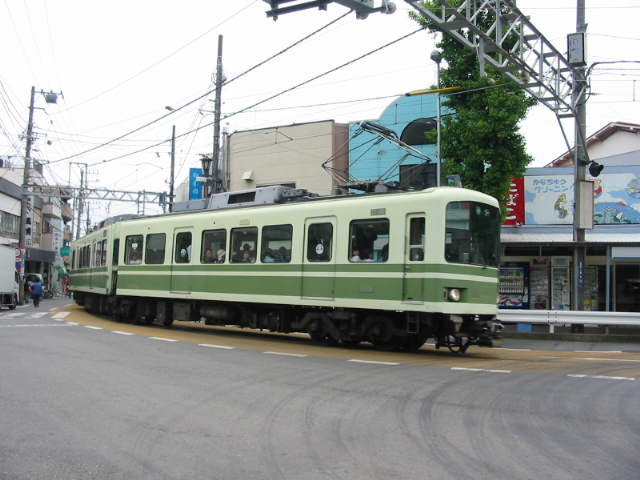
Série 1000
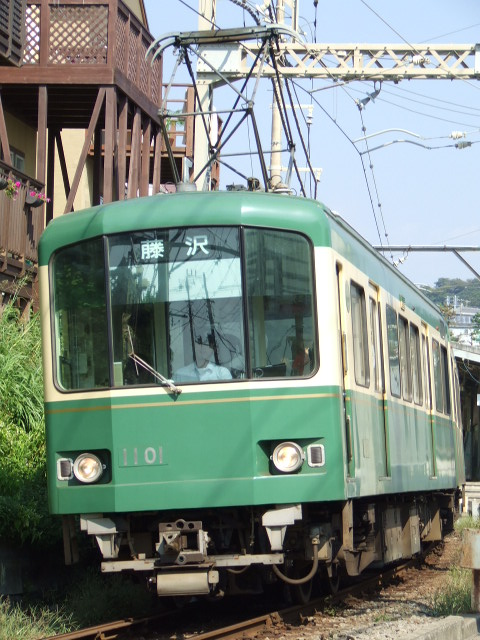
Sous-série 1100
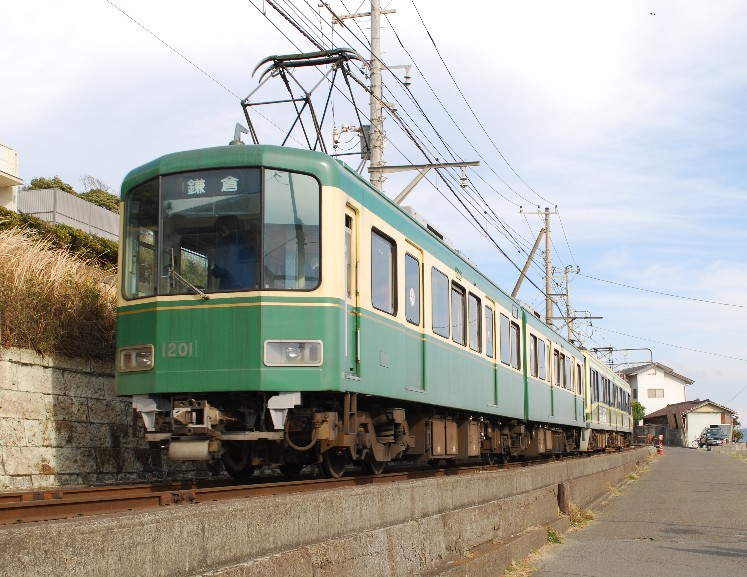
Sous-série 1200
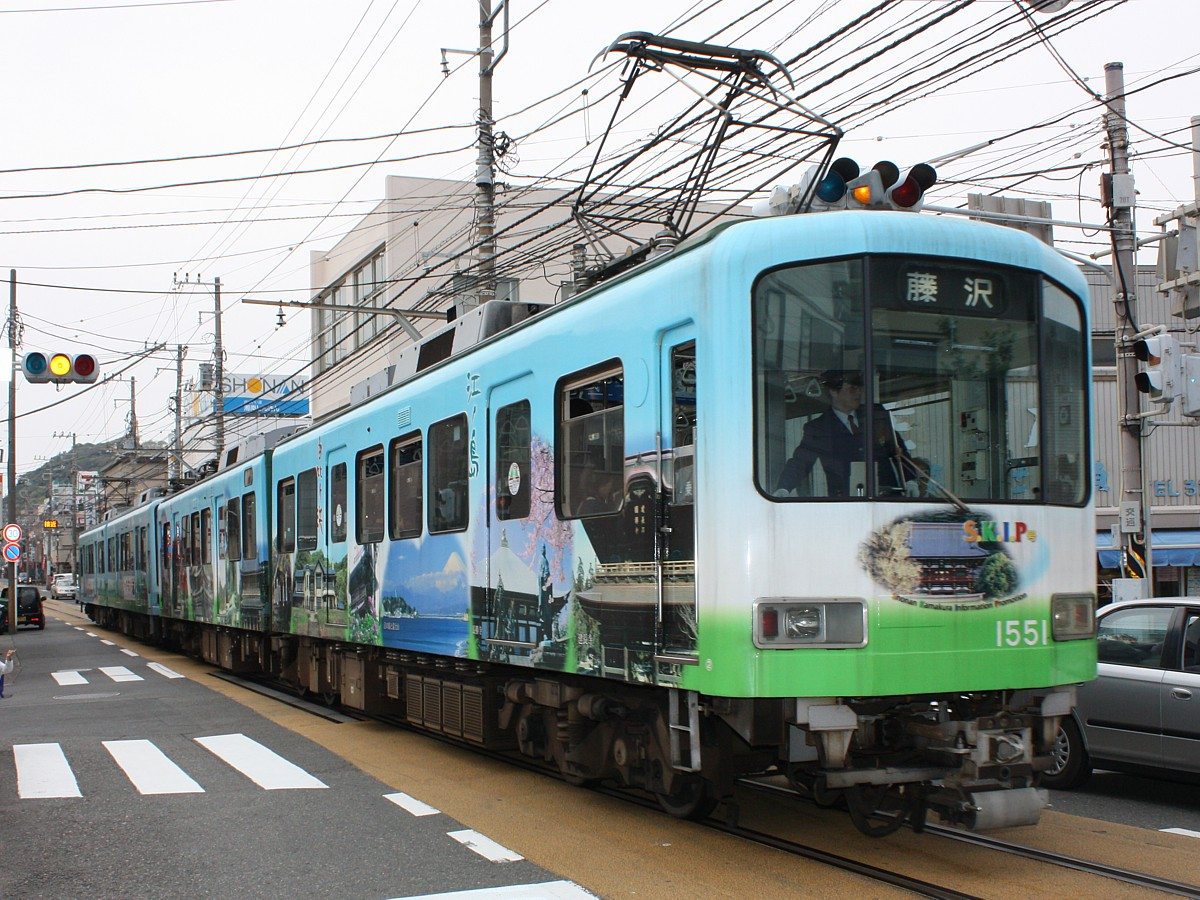
Sous-série 1500
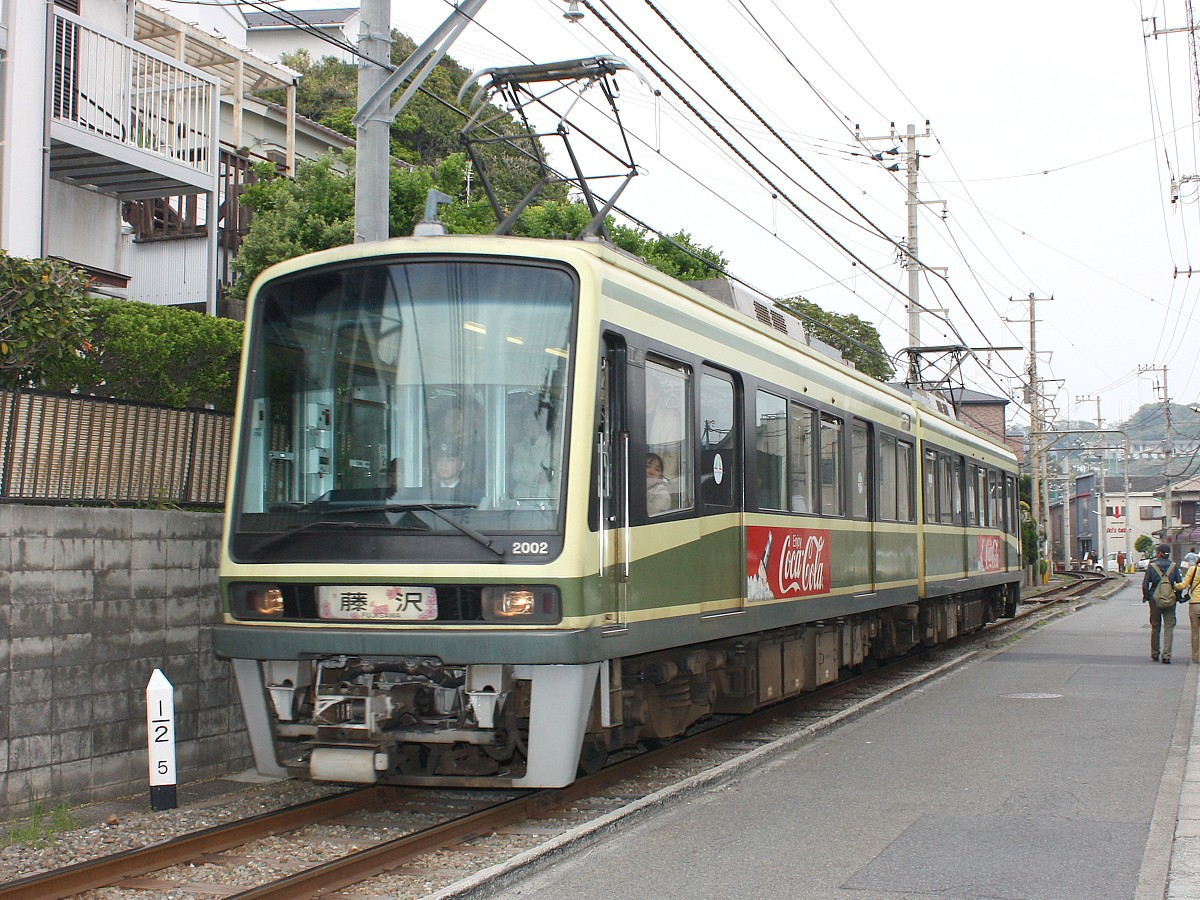
Série 2000

## Culture Populaire
La station Gokurakuji est l'un des décors du film Our Little Sister de 2015.
Le cinquième album studio du groupe de rock alternatif japonais Asian Kung-Fu Generation , Surf Bungaku Kamakura (sorti en 2008), avait chaque morceau nommé d'après un arrêt sur la ligne de chemin de fer commençant par Fujisawa et se terminant par Kamakura. Le groupe a depuis annoncé une continuation de cet album pour le reste des stations qui n'avaient pas de chanson à l'origine, à commencer par la sortie de Yanagikōji Parallel Universe en tant que piste de la face B en 2022.

### Animé
Le chemin de fer électrique d'Enoshima et son matériel roulant peint aux couleurs vert et jaune de l'entreprise ont fait de nombreuses apparitions dans des séries animées japonaises, y compris celles adaptées de séries de mangas et de romans légers telles que: 
- Slam Dunk
- A Song to the Sun
- Sweet Blue Flowers (2009)
- A Channel (2011)
- Tsuritama (2012)
- Tari Tari (2012)
- Ping Pong: the Animation (2014)
- Hanayamata (2014)
- Myriad Colors Phantom World (2016)
- Minami Kamakura High School Girls Cycling Club (2017)
- Super Cub (2021)
- Rascal Does Not Dream of Bunny Girl Senpai (2018)
- Just Because! (2017)

### Modélisme
Bien qu'assez connu au Japon et aussi à l'étranger via les animés, il est très difficile d'obtenir un modèle réduit des trains de ce réseau. Modemo Hasegawa a pourtant produit plusieurs versions, les séries type 20F, séries 10, séries 1000, et séries 1500 d'Enoden à l’échelle N. Cette société fait des productions limitées de trains de ce type (comme les trains de Hakone Tozan express) ou de tramways. Néanmoins, il faut passer par un distributeur local pour pouvoir les obtenir. On peut deviner que les modèles se vendent vite.

### Jeux vidéo
La ligne ferroviaire d'Enoden a été entièrement simulée dans un simulateur de train Densha de Go! Ryojohen.